# Таверна Питела (Потенца)
Таверна Питела (итал. Taverna Pittella) је насеље у Италији у округу Потенца, региону Базиликата.
Према процени из 2011. у насељу је живело 11 становника. Насеље се налази на надморској висини од 691 м.